# Кривчун, Сергей Николаевич
Сергей Николаевич Кривчун (1 января 1957) — советский футболист, защитник.

## Биография
Во время службы в армии выступал за новосибирский СКА, участник первенства вооружённых сил 1977 года.
Осенью 1977 года вместе с другим игроком из новосибирской команды, Сергеем Селиным, перешёл в ростовский СКА. За полтора сезона в первой лиге сыграл 22 матча, в 1978 году помог команде завоевать право на выход в высшую лигу. В высшей лиге сыграл один матч — 13 августа 1979 года в игре против «Черноморца» вышел на замену на 84-й минуте вместо Курбана Бердыева.
В 1980 году играл за «Атоммаш» (Волгодонск). В 1981—1982 годах выступал за ростовский «Ростсельмаш», становился серебряным призёром зонального турнира второй лиги и вызывался в сборную РСФСР. Затем выступал за «Салют» (Белгород), «Кузбасс» (Кемерово), «Торпедо» (Таганрог), «Торпедо» (Рубцовск).
После окончания карьеры принимал участие в соревнованиях ветеранов в Рубцовске.